# Carracci
Pour les articles homonymes, voir Carache.
Les Carracci, nom parfois francisé en Carrache, sont trois peintres italiens du XVIe siècle.
Le plus important des trois est Annibal (1560-1609).
Agostino Carracci (1557-1602) est son frère et Lodovico Carracci (1555-1619) son cousin. 
Tous les trois sont originaires de la ville italienne de Bologne où ils ont travaillé ensemble, partageant l'ambition de peindre autrement, en refusant le maniérisme.
Issus d'une famille d'artistes, ils jouent un rôle déterminant dans la mise en avant du style baroque dans la peinture. 
Issus d'une famille de la petite bourgeoisie locale, ils se consacrent à la peinture de formation dans l'environnement urbain qui, dans les années de leur jeunesse, est dominée par des artistes de la tradition maniériste tardive locale tels que : Domenico Tibaldi, Prospero Fontana et Bartolomeo Passarotti. 
La famille Carracci a laissé son héritage dans la théorie de l'art en créant une école pour artistes en 1582 :
L'Académie bolonaise des Incamminati (Accademia degli Incamminati), qui avait pour objectif principal de s'opposer et de défier les pratiques et principes artistiques maniéristes afin de créer un art renouvelé du naturalisme et de la persuasion expressive.

## Apports des Carracci

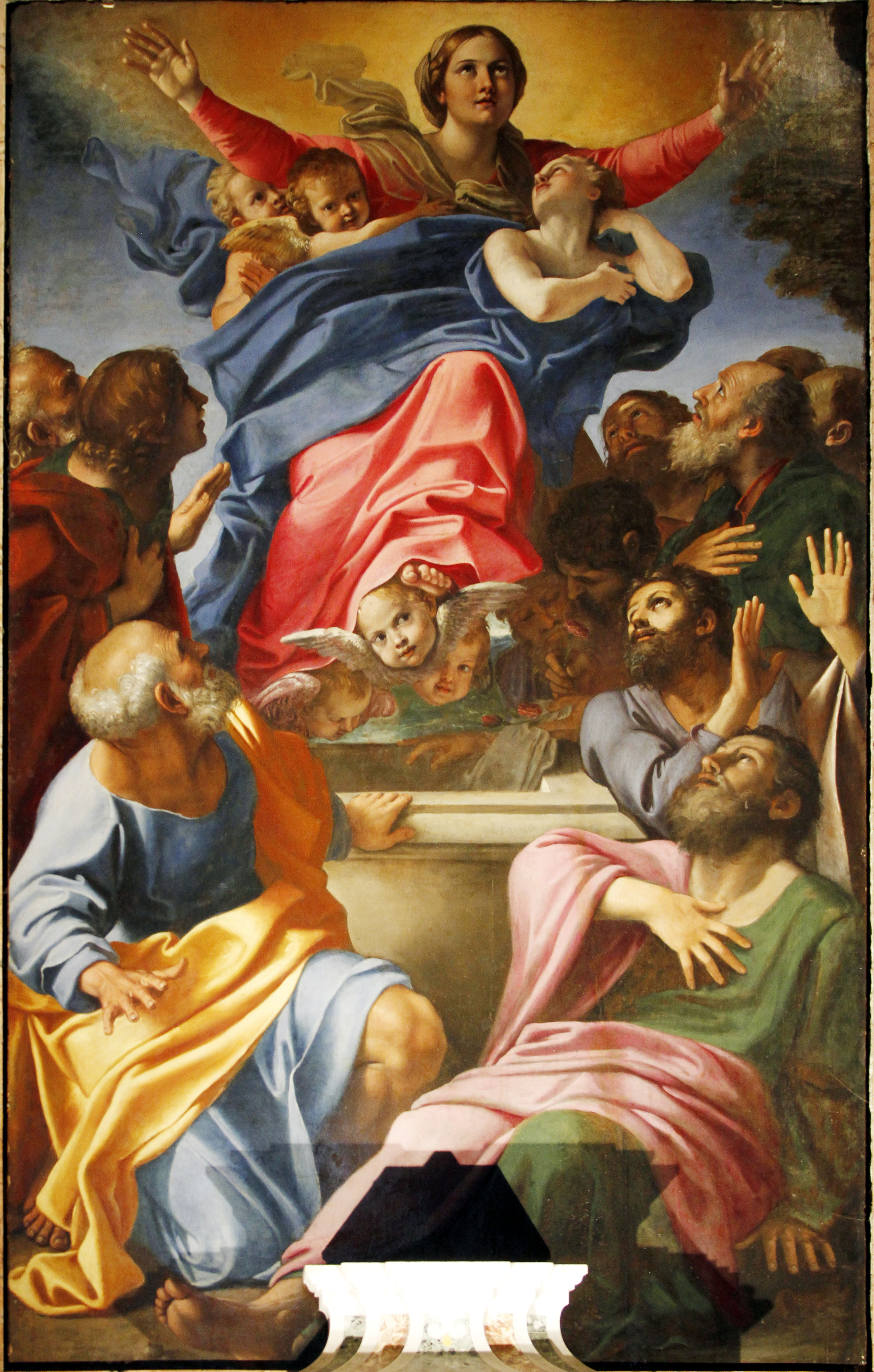
Annibale Carracci, Assomption de la Vierge (1600-1601), basilique Santa Maria del Popolo, Rome.

Dans cette période, la Renaissance maniériste s'essouffle en Italie. L'exagération des formes, les contrastes violents de lumière, les couleurs ou l'utilisation de tons « acidulés » arrivent à leurs limites. Beaucoup d'artistes cherchent des solutions nouvelles.
Les Carracci sont « anti-maniéristes » et, à leurs débuts, se donnent comme ambition de réformer la peinture. Pour cela, ils se tournent vers les maîtres du passé qui cultivent des traits naturalistes, en particulier les maîtres vénitiens le Titien et Paul Véronèse, mais aussi de Florence, Michel-Ange et Raphaël. Les innovations des Carracci donnent naissance au classicisme.
L'activité artistique et théorique des Carracci est reconnue par des critiques et des historiens comme André Chastel et Giulio Carlo Argan pour avoir contribué de manière décisive à la formation du baroque figuratif et à de nouvelles solutions picturales basées sur la récupération de la tradition classique et de la Renaissance, renouvelée par l'étude de la nature. « Ensemble, ils ont effectué une réforme artistique qui a renversé l'esthétique maniériste et initié le baroque. »
La crise de la culture du catholicisme est mise en évidence après la Réforme protestante (en 1517, Martin Luther expose ses 95 thèses à Wittemberg), et le sac de Rome (1527) par les troupes de Charles Quint, faits qui rendent la capitale papale peu sûre et instable, et moins attrayante pour les artistes de l'époque qui, à la fin du XVIe siècle, sont moins enclins à produire un nouveau mouvement artistique.
L'art maniériste qui reproduit avec lassitude le style des maîtres de la Renaissance, privilégiant les complications formelles et la virtuosité, n'obéit plus à l'exigence de clarté et de dévotion. Bologne est au centre d'un territoire dans lequel le travail des artistes a traditionnellement un caractère dévotionnel et piétiste prononcé, et est influencé par l'art italien du nord et vénitien. Sur ces bases culturelles et esthétiques, les Carracci développent leur travail de théoriciens du renouveau artistique, mettant l'accent sur l'humanité des sujets et la clarté des scènes sacrées.
L'éclectisme de leur art, le respect de la tradition et un langage adapté aux lieux publics fréquentés par les classes populaires satisfont les désirs de l'église de la Contre-Réforme qui a besoin d'un nouveau mode pour exprimer sa primauté sur les autres religions et confirmer que l'art peut et doit être un véhicule vers la foi. Les Carracci s'inscrivent parfaitement dans le moment politique et artistique de l'époque : ils reconnaissent la nécessité d'un style artistique qui puisse refléter les nouveaux désirs et qui soit exempt de l'artifice et de la complexité du maniérisme.
Un autre principe de la doctrine des Carracci est l'aspect dévotionnel, le respect de l'orthodoxie de l'histoire représentée. Ils suivent les instructions contenues dans les travaux des théoriciens de l'époque comme le cardinal Gabriele Paleotti, auteur en 1582 du De sacris et profanis imaginibus (« sur les images sacrées et profanes ») qui prône le contrôle de la part des autorités ecclésiastiques du contenu des scènes sacrées (les saints et leurs attributs doivent être facilement reconnaissables et respectueux de la tradition, les récits doivent faire preuve de fidélité aux textes sacrés), tandis que les artistes conservent la « liberté » de choisir le style le plus adapté.
L'autre point de référence est l'ouvrage de Giovanni Andrea Gilio, auteur de Due Dialoghi... degli errori dei pittori (« Deux dialogues... sur les erreurs des peintres ») en 1564, dans lequel il critique les excès de raffinement, d'allégories et les inventions bizarres de l'art maniériste. Les histoires et les personnages rendus vivants à l'imitation de la nature doivent ensuite être ennoblis par l'exercice de l'art et affinés sur l'exemple des grands maîtres du passé tels que Raphaël et Michel-Ange, mais aussi Titien, Paul Véronèse, Le Tintoret, Le Corrège et Parmigianino.
Agostino est également un graveur important, reproduisant les œuvres de maîtres du XVIe siècle (principalement Le Corrège et Véronèse) comme exemples à imiter pour les nombreux élèves de leur école. Annibale est le plus doué et celui qui, à la suite de son voyage à Rome en 1595 où ses œuvres seront exposées jusqu'à sa mort en 1609, exerce une influence décisive sur le destin de la peinture italienne à l'aube du XVIIe siècle.
Ils furent imités par Carlo Bononi.

## Le paysage classique

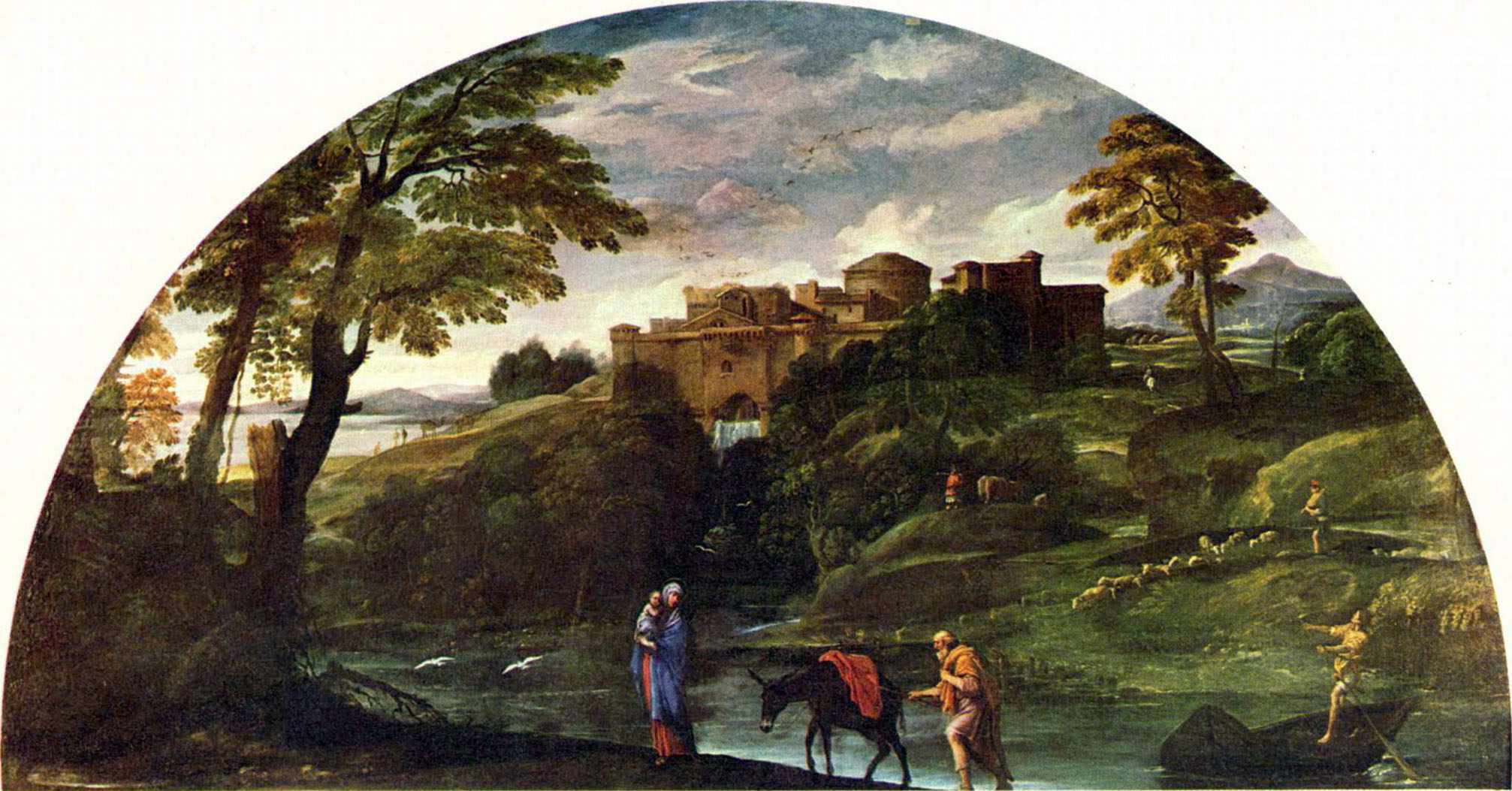
La Fuite en Égypte par Annibale Carracci.

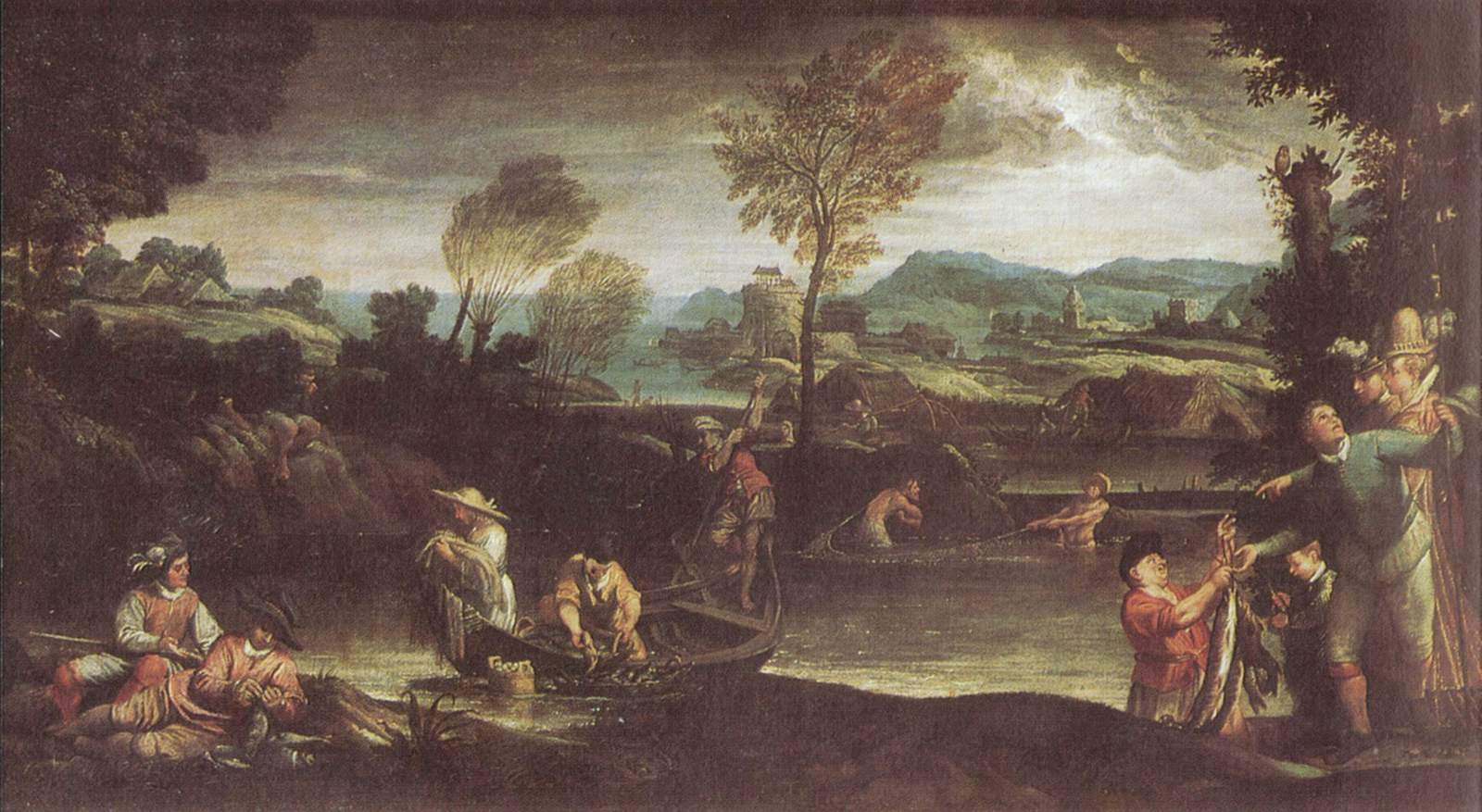
La Pêche, avant 1595, huile sur toile,, Musée du Louvre, Paris.

La fin du XVIe siècle voit se développer petit à petit l'émancipation du paysage ; celui-ci reste tout de même, le plus souvent, en arrière-plan de sujets historiques qui gardent la place d'honneur.
Les Carracci participent à ce développement ; leurs paysages sont idéalisés, c'est-à-dire qu'à partir de différentes ébauches prises d'après nature ils recomposent un paysage en atelier, où la nature est soumise à un processus de sélection et de composition rigoureux.

## Accademia degli Incamminati

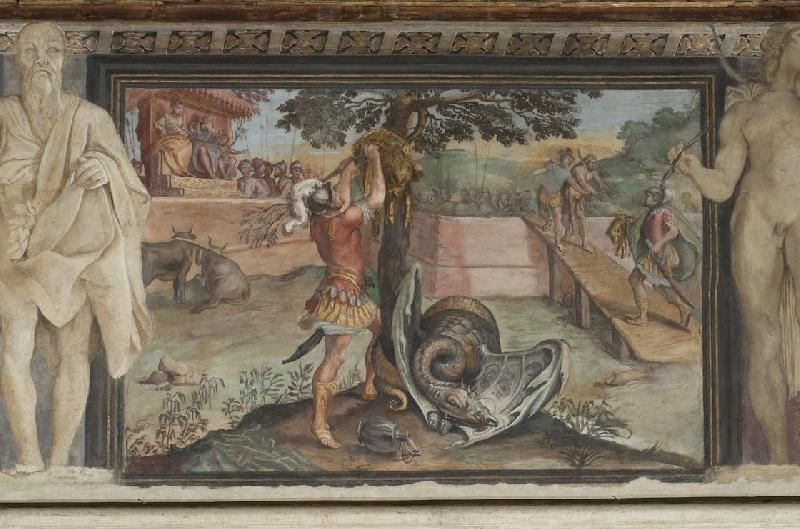
La Conquête de la toison d'or, fresque, vers 1584, Bologne, Palazzo Fava.

Poussée par le désir d'explorer et de partager leur nouvelle approche de la peinture, la famille Carracci fonde collectivement une école d'art à Bologne vers 1582. Initialement nommée Accademia dei Desiderosi (« Académie des désireux »), l'école a probablement commencé comme un rassemblement informel de jeunes artistes dans l'atelier de Lodovico Carracci. Vers 1590, l'académie est rebaptisée Accademia degli Incamminati (« Académie de ceux qui progressent » ou « Académie des voyageurs ») et adopte un programme académique plus didactique.
Il y a débat concernant l'organisation de l'école et la structure académique. Cependant, il est probable que l'académie fonctionnait comme une combinaison d'atelier de peintres et d'institution formelle, et était fréquentée à la fois par des étudiants et des artistes établis.
Chaque membre de la famille Carracci apporte une contribution unique à l'académie. On pense que Lodovico occupe un poste administratif, tandis qu'Agostino est responsable de la collecte de nouvelles informations et qu'Annibale fournit créativité, inspiration et leçons sur la technique de la peinture. Lodovico assemble et consolide de nouveaux matériaux à utiliser comme aides pédagogiques, y compris une collection de moulages en plâtre d'œuvres classiques. Agostino apporte à l'école ses connaissances sur des sujets variés, y compris l'art, la musique, la philosophie, les mathématiques, l'astronomie, la géographie, la cartographie, l'anthropologie et l'histoire naturelle. Il utilise ses connaissances en anatomie pour élaborer des dessins détaillés de la forme humaine et fournit des livres et des médailles de sa propre collection au profit des étudiants. Annibale, l'artiste le plus expérimenté du groupe, partage ses connaissances de la peinture via des travaux collaboratifs avec ses élèves.
Les Carracci ont l'intention de fournir à la future génération d'artistes une éducation valable à la fois d'un point de vue pratique et théorique. Les étudiants sont formés dans un certain nombre de matières pour établir un bagage intellectuel à partir duquel ils peuvent développer leurs compétences artistiques. L'accent est mis sur l'étude de la nature et les étudiants sont encouragés à pratiquer le dessin d'après nature. Les Carracci mènent leurs élèves dans l'étude du dessin expérimental, de la caricature, de la peinture de paysage, de l'imitation, de l'anatomie, de la perspective et de la théorie artistique. Les étudiants apprennent également l'histoire, les fables et les inventions poétiques dont s'inspirer. l'Académie enseigne une discipline composée de deux principaux temps : l'étude du dessin d'après le nu et la peinture à travers l'étude des maîtres.
Parmi les étudiants notables de l'Académie Carracci figurent Francesco Albani, Guido Reni, Le Dominiquin, Giovanni Lanfranco, Antonio Carracci et Sisto Badalocchio.
L'ouverture de l'Accademia degli Incamminati donne au nom Carracci une grande renommée et attire de nombreuses commandes. Ces projets sont généralement répartis entre la famille par Lodovico ou réalisés conjointement par les trois Carracci.
Il est très révélateur qu'ils ne fondent pas un atelier (où il y a un maître et des apprentis) mais une académie, c'est-à-dire une école.
Le Guerchin peut être ajouté à la liste: pour des raisons d'âge, il n'a eu de relations directes en tant qu'élève avec aucun des Carracci (et n'a pas fréquenté l'Académie de Bologne), mais, comme il le raconte lui-même, il a appris l'art de la peinture en pratiquant sur La Sainte Famille avec Saint François et des commanditaires de Lodovico Carracci (œuvre de 1591), à l'époque dans l'église des Capucins de Cento (et maintenant dans la Pinacothèque Civique locale). Dans la petite ville émilienne, sans maîtres dignes de son talent, le jeune Barbieri se forme en étudiant ce travail, qu'il rebaptise lui-même la Carraccina.

## Œuvres collectives

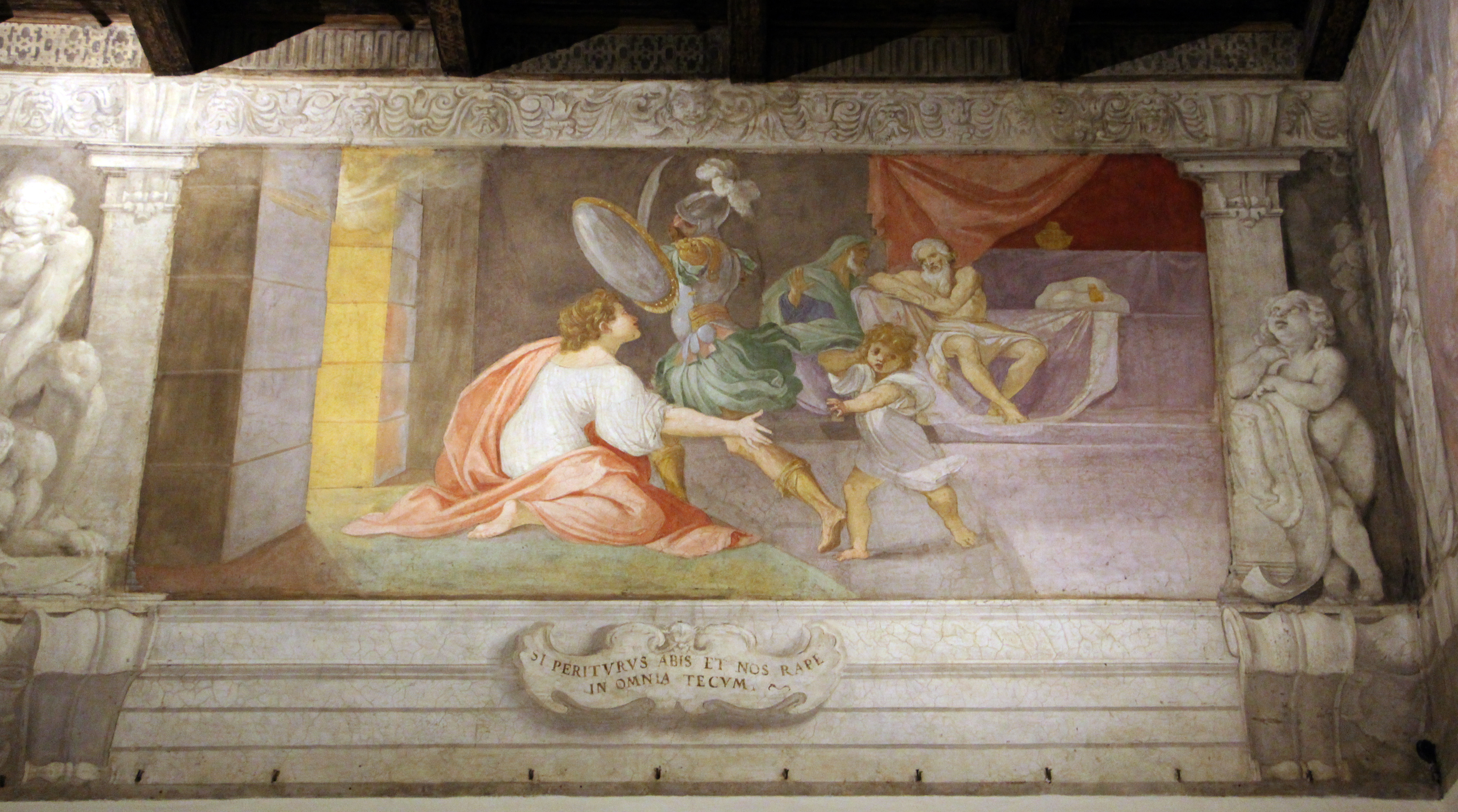
Histoires d'Énée, Palazzo Fava, vers 1595.

Il existe beaucoup de spéculations et de débats parmi les historiens de l'art sur lequel des membres de la famille Carracci a conçu et exécuté divers aspects des fresques qu'ils ont peintes. Les croquis préparatoires existants pour les fresques indiquent que pour chaque œuvre, les croquis préliminaires ont probablement été créés par tous les Carracci en collaboration. De même, les fresques finies auraient été peintes par les trois Carracci mais malgré de nombreux débats, il n'y a pas de consensus parmi les savants quant à l'attribution de plusieurs scènes. Quand on leur a demandé qui avait fait chaque scène, les Carracci, ayant librement échangé des idées et des croquis, et ayant travaillé ensemble, auraient répondu : « c'est par les Carracci, nous l'avons fait ensemble ». Une telle collaboration intime, dans laquelle le style individuel est sublimé au profit d'un effet homogène, vif et hautement illusionniste, est caractéristique de la première période des Carracci.
De 1583 à 1594, Annibale, Agostino et Lodovico travaillent en collaboration pour peindre des fresques sur les plafonds et les murs des palais de Bologne et de Ferrare. L'une de leurs premières commandes conjointes est le Palazzo Ghisilardi Fava à Bologne. Les Carracci y peignent à fresque certaines pièces du palais du comte Filippo Fava : des Histoires d'Europe (1583–84), des Histoires de Jason et Médée (1583–84) et des Histoires d'Énée (1586) . La décoration la plus célèbre est la frise des Histoires de Jason et Médée. L'œuvre montre peut-être encore une certaine incertitude juvénile, mais on perçoit déjà la forte puissance d'innovation des trois peintres presque novices. Comment ils se sont réparti le travail, à qui des trois appartient les scènes des fresques individuelles (à la fois pour la frise de Jason et Médée et pour les autres histoires du Palazzo Fava) est une question non encore clarifiée par les historiens.
Toujours dans les années quatre-vingt, Annibale et Lodovico travaillent (avec d'autres maîtres bolognais) à la décoration d'une chapelle de la famille Paleotti (celle du célèbre cardinal Gabriele Paleotti), œuvre qui a cependant été perdue.

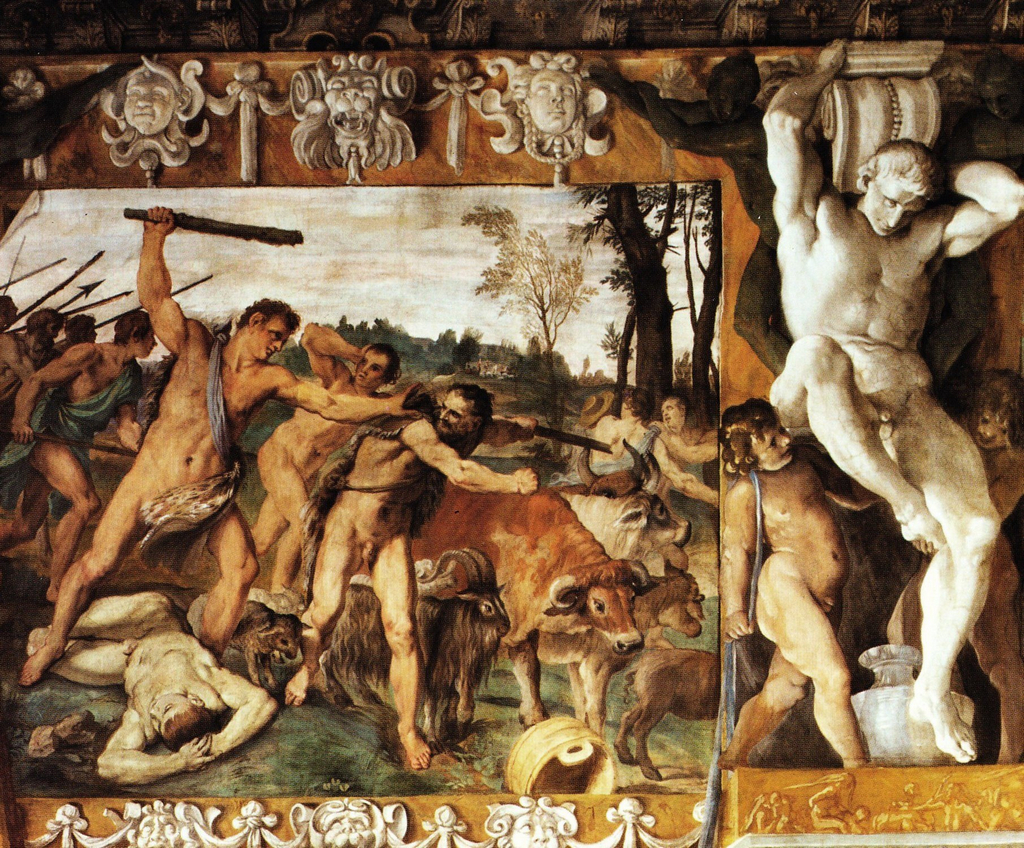
Annibale Carracci, Histoires de la fondation de Rome.

Le chef-d'œuvre de la famille Carracci, Histoires de la fondation de Rome, est achevé vers 1589-1590 et se trouve dans le salon principal du Palais Magnani à Bologne. Annibale a peut-être pris le relais comme le montre le style plastique (les figures solides, puissantes et musclées, d'aspect classique, les couleurs vives et lumineuses) et illusionniste (les panneaux des scènes simulent l'apparence de toiles signalées avec de fausses craquelures). Mais même en ce qui concerne cette frise, on sait peu de choses avec certitude sur le rôle de chacun des Carracci.
En 1592, les Carracci se rendent à Ferrare pour décorer le plafond du Palazzo dei Diamanti d'ovales mythologiques avec des Scènes des Dieux de l'Olympe, parmi lesquels se détache la Vénus et Cupidon d'Annibale, maintenant dans la Galleria Estense à Modène.
Entre 1593 et 1594, les Carracci sont chargés de peindre des fresques de scènes et de personnages du Nouveau Testament dans trois salles du Palazzo Sampieri-Talon à Bologne. Trois grandes toiles sont ajoutées aux fresques : le Christ et la Samaritaine d'Annibale, le Christ et la Cananéenne de Lodovico et le Christ et la femme adultère d'Agostino. Les trois peintures (qui forment un cycle unitaire) ont été transférées à la Pinacothèque de Brera à l'époque napoléonienne, où elles se trouvent encore aujourd'hui.
La popularité des fresques des Carracci dans ces palais italiens (en particulier les peintures du Palazzo Magnani) attire l'attention d'une autre famille noble, les Farnèse. Le duc de Parme et Plaisance, Ranuce Ier Farnèse, et son frère, Édouard Farnèse (cardinal) approchent les Carracci en 1593 et leur demandent de venir à Rome pour décorer le palais Farnèse. En 1594, Annibale et Agostino se rendent à Rome tandis que Lodovico resta à Bologne. Cette convocation marque la fin de l'atelier commun des Carracci. La première salle, le Camerino Farnèse, est sans doute l'œuvre d'Annibale, alors qu'il est débattu pour savoir si Agostino a participé ou non à cette entreprise décorative. La seconde, les fresques de la galerie Farnèse, est le chef-d'œuvre d'Annibale, mais Agostino contribue également à l'œuvre avec deux tableaux de la voûte. Lodovico, qui n'a jamais déménagé à Rome, n'a aucun lien avec ces œuvres, à l'exception peut-être de l'exécution d'un nu dans la galerie, qu'il aurait réalisé lors d'une brève visite à Annibale.
La collaboration entre les trois Carracci ne se limite d'ailleurs probablement pas aux grandes entreprises décoratives, mais concerne aussi, au moins pendant un certain temps, la peinture de chevalet. En ce sens, il existe certaines preuves des sources et le fait que les œuvres achevées de l'un des Carracci semblent être basées sur des dessins préparatoires d'un autre Carracci, par exemple, la Communion de saint Jérôme d'Agostino, à laquelle se réfère un dessin de Lodovico qui est très probablement le prototype partiel de l'œuvre achevée, et le Retour du fils prodigue, peinture perdue d'Annibale Carracci, dont subsistent des dessins préparatoires, presque tous supposés être de son frère Agostino.

## Principales œuvres
- Tête de faune dans un concave (dessin en cocarde, vers 1595, National Gallery of Art, Washington (district de Columbia))
- La Madeleine pénitente (collection particulière)
- L'Annonciation, Musée du Louvre, Paris[7]
- La Lamentation, Musée de l'Ermitage, Saint-Pétersbourg[8]
- Amour réciproque, Musée d'Art de Baltimore[9]
- Copies des illustrations de l'ouvrage I Modi (Les Façons).

## Autres Carracci
La famille Carracci, outre Annibale, Lodovico et Agostino, comporte trois autres peintres, dont Antonio Carracci (v. 1583-1618), fils naturel d'Agostino, d'abord élève puis entré dans l'atelier de son oncle à Rome, où, après la mort d'Annibale, il mène une carrière discrète interrompue par une mort prématurée.
Viennent ensuite Paolo Carracci (1568-1625), frère de Lodovico, dont l'histoire artistique se déroule entièrement dans l'ombre de ce dernier, et Francesco Carracci (1595-1622), peintre et graveur sur cuivre, fils de Giovanni Antonio, lui-même frère d'Annibale et d'Agostino Carracci. Francesco Carracci est également mort très jeune : l'œuvre principale qui subsiste est un retable dans l'église Santa Maria Maggiore de Bologne.

## Pour approfondir

#### Articles, essais, contributions
- Alfredo Petrucci, L'incisione carraccesca in « Bollettino d'arte » n. 35, p. 131–144, 1950
- Lionello Venturi, L'« eclettismo » e i Carracci: un post-scriptum in « Commentari » no 3, p. 163–171, 1950
- Francesco Arcangeli, Sugli inizi dei Carracci in « Paragone » no 79, p. 17–48, 1956
- Maurizio Calvesi, Note ai Carracci in « Commentari » no 7, p. 263–276, 1956
- Augusta Ghidiglia Quintavalle, I Carracci e Parma in « Aurea Parma » no 4, p. 284–288, 1956
- Roberto Longhi, Annibale, 1584? in « Paragone » no 89, p. 33–42, 1957
- Alessandro Del Vita, L'animosità di Agostino Carracci contro il Vasari in « Il Vasari » p. 64–78, 1958
- Stephen E. Ostrow, Note sugli affreschi con « Storie di Giasone» in Palazzo Fava in « Arte antica e moderna » no 9, p. 68–75, 1960
- A. Richard Turner, The Genesis of a Carracci Landscape in « The Art quarterly » no 3, p. 249–258, 1961
- Guido L. Luzzatto, Le succès des Carraches et de l'école Bolonaise in « Gazette des beaux-arts » n. 103, p. 85–92, 1961
- Stephen Pepper, Annibale Carracci ritrattista in « Arte illustrata » no 6, p. 127–137, 1973
- Carlo Volpe, Sugli inizi di Ludovico Carracci in « Paragone » n.317/319, p. 115–129, 1976
- Silvana Macchioni, Annibale Carracci, Ercole al bivio: dalla volta del Camerino Farnese alla Galleria Nazionale di Capodimonte. Genesi e interpretazioni in « Storia dell'arte » n. 41/43, p. 151–170, 1981
- Roberto Zapperi, Per la datazione degli affreschi della Galleria Farnese in « Mélanges de l’École Française de Rome » no 93, p. 821–822, 1981
- Diane de Grazia, The influence of Parmigianino on the drawings of Agostino and Annibale Carracci in Le arti a Bologna e in Emilia dal XVI al XVII secolo a cura di Andrea Emiliani, p. 141–150, 1982
- Luigi Spezzaferro, I Carracci tra Naturalismo e Classicismo in Le arti a Bologna e in Emilia dal XVI al XVII secolo, p. 203–228, 1982
- Luigi Grassi, I luoghi determinanti nella vicenda critica dei Carracci e i disegni relativi al fregio di Palazzo Magnani in Studi in onore di Giulio Carlo Argan, p. 207–218, 1984
- Eugenio Riccòmini, I Carracci in Storia illustrata di Bologna a cura di Walter Tega, p. 201–220, 1989
- Charles Dempsey, Gli studi sui Carracci: lo stato della questione in « Arte a Bologna » no 1, p. 21–31, 1991
- Andrea Emiliani, Gli esordi dei Carracci in La pittura in Emilia e in Romagna. Il Seicento p. 77–112, 1992
- Ann Sutherland Harris, Ludovico, Agostino, Annibale: « ... l'abbiam fatta tutti noi» in «Atti e memorie dell'Accademia Clementina» n. 33/34, p. 69–84, 1995
- Charles Dempsey, Annibale Carracci in L'idea del bello: viaggio per Roma nel Seicento con Giovan Pietro Bellori catalogue de l'exposition par Evelina Borea et Carlo Gasparri p. 199–211, Rome, 2000
- Ann Sutherland Harris, Agostino Carracci in L'idea del bello... p.  212–228, Rome, 2000
- Charles Dempsey, I Carracci a Palazzo Farnese in L'idea del bello... p. 229–257, Rome, 2000
- Silvia Ginzburg, Sulla datazione e sul significato degli affreschi della Galleria Farnese in Studi di storia dell'arte in onore di Denis Mahon par M. G. Bernardini, S. Danesi Squarzina et C. Strinati, p. 95–108, 2000
- L'arte in Emilia e in Romagna: da Correggio a Morandi catalogo della mostra a cura di Andrea Emiliani e Michela Scolaro.